# Spindrift Col
Der Spindrift Col (englisch für Gischtsattel) ist ein Gebirgspass auf Signy Island im Archipel der Südlichen Orkneyinseln. Er verläuft zwischen den Hügeln des nordzentralen Teils der Insel und liegt 800 m südöstlich der Spindrift Rocks.
Das UK Antarctic Place-Names Committee benannte ihn 1974 in Anlehnung an die Benennung der Spindrift Rocks. Diese tragen ihren Namen nach der Gischt, die bei starkem Westwind in ihrer Umgebung auftritt.